# Сенааїб
Сенааїб — давньоєгипетський фараон доби Другого перехідного періоду.

## Життєпис
Про того правителя відомо тільки зі стели, виявленої в Абідосі. Фон Бекерат відносить його до пізньої XIII династії. Натомість Ригольт вважає його правителем місцевої Абідосської династії.